# Amt Kisdorf
La comunità amministrativa di Kisdorf (Amt Kisdorf) si trova nel circondario di Segeberg nello Schleswig-Holstein, in Germania.

## Suddivisione
Comprende 9 comuni:
1. Hüttblek (374)
2. Kattendorf (849)
3. Kisdorf (3 949)
4. Oersdorf (888)
5. Sievershütten (1 095)
6. Struvenhütten (983)
7. Stuvenborn (857)
8. Wakendorf II (1 360)
9. Winsen (364)

Il capoluogo è Kattendorf.
(Tra parentesi i dati della popolazione al 31 dicembre 2021)